# Latin Carga
A Latin Carga (Latinoamericana Aerea de Carga) foi uma companhia aérea cargueira da Venezuela que operou de 1963 a 1980. Operou diferentes tipos de aeronaves, de turboélices a jatos.

## História
A companhia aérea começou a voar em 1963, como Tigres Voladores (Tigres Voadores). Em 1972, a companhia aérea mudou seu nome para Latin Carga.

## Frota
A companhia aérea operou uma série de aeronaves diferentes:
- Convair CV-880F
- Curtiss C-46 Commando
- Douglas C-47 Skytrain
- Douglas DC-3
- Douglas DC-6A
- Douglas DC-6B
- Douglas DC-7

## Incidentes e acidentes
Em 3 de novembro de 1980, um Convair 880 da Latin Carga caiu durante a decolagem do Aeroporto Internacional Simon Bolivar, em Caracas, resultando na morte de 4 ocupantes e destruição total da aeronave. A aeronave envolvida, matrícula YV-145C, voou de 1962 a janeiro de 1974 na Delta Air Lines dos Estados Unidos e foi aposentada por essa companhia aérea, depois vendida para a Latin Carga em 1979.